# Aeropuerto Ejecutivo de Hayward

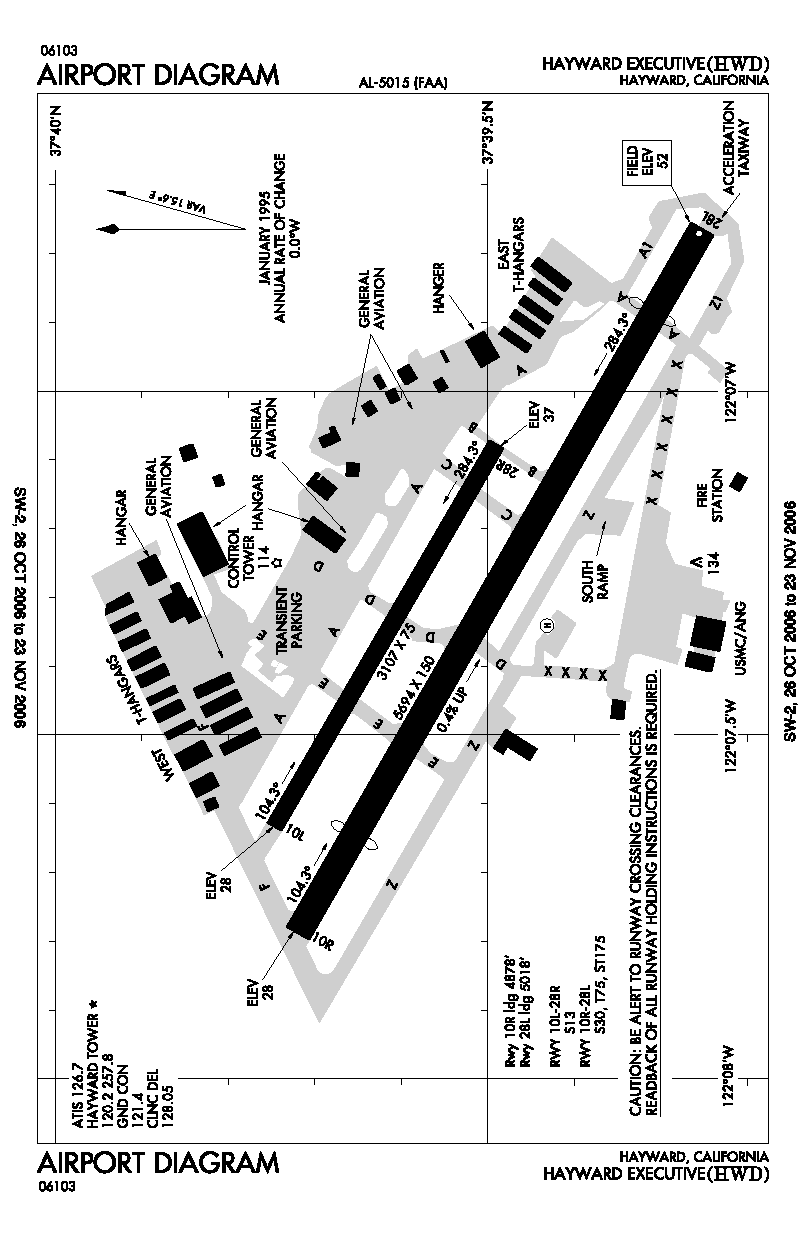
Diagrama del aeropuerto por la F.A.A.

El Aeropuerto Ejecutivo de Hayward es un aeropuerto de uso público ubicado en Hayward, California. El Plan Nacional de Sistemas Aeroportuarios Integrales 2011-2015 lo clasificó como un "aeropuerto de relevo" o "aeropuerto de alivio".

## Historia
El aeropuerto fue construido en 1942 durante la Segunda Guerra Mundial como aeródromo auxiliar para el Aródromo Militar de Chico y originalmente era conocido como “Aeródromo Militar de Hayward”, en el cual se operaban principalmente aeronaves P-38 Lightning.
Después de la guerra, el aeropuerto fue declarado excedente,por lo que la Administración de Activos de Guerra cedió el aeródromo a la Ciudad de Hayward en abril de 1947, tras la transaxxión, el aeródromo pasó a llamarse "Aeropuerto Municipal de Hayward". Desde 1949, el aeropuerto fue base de operaciones de la 61a Ala de combate, en la cual se incluía a la 194a Escuadrilla de caza. El 1 de noviembre de 1950, la 61a Ala de combate fue renombrada como la 144a Ala de Caza-bombarderos, la cual incluía al 192° Escuadrón de Cazas basado en Reno, Nevada y al 191º Escuadrón de Cazas basado en Salt Lake City, Utah.
El 3 de abril de 1955, el 129° Escuadrón de reabastecimiento aéreo que operaba aviones Curtiss C-46D, estableció su base en Hayward. En 1958 las aeronaves Grumman SA-16A sustituyeron a los Cusrtiss C-46D y en ese mismo año la unidad fue renombrada como el 129° Escuadrón de Transporte de Tropas. En 1960 se construyó una torre de control y el 20 de enero de 1962, el 129° Escuadrón de Transporte de Tropas obtuvo reconocimiento federal para convertirse en el 129° Grupo de Transporte de Tropas.

## Instalaciones y aeronaves
El aeropuerto Se encuentra construido en un terreno de 220 hectáreas (543 acres) a una altitud de 52 pies (16 m). Tiene dos pistas de aterrizaje asfaltadas: La principal de 1,736 metros de largo y 46 metros de ancho y la secundaria de 947 metros de largo y 23 metros de ancho.
Entre octubre de 2009 y octubre de 2010 el aeropuerto tuvo 86,069 operaciones aéreas, un promedio de 235 por día, de las cuales un 98% fueron de aviación general y 2% de taxi aéreo. En ese mismo periodo de tiempo habían 368 aeronaves basadas en el aeropuerto de las cuales 302 eran monomotores, 40 multimotores, 15 jets y 11 helicópteros.
desde el 15 de septiembre de 2012, el Aeropuerto Ejecutivo de Hayward es la base de operaciones en el norte de California de la aerolínea carguera Ameriflight.

## Galería de fotos

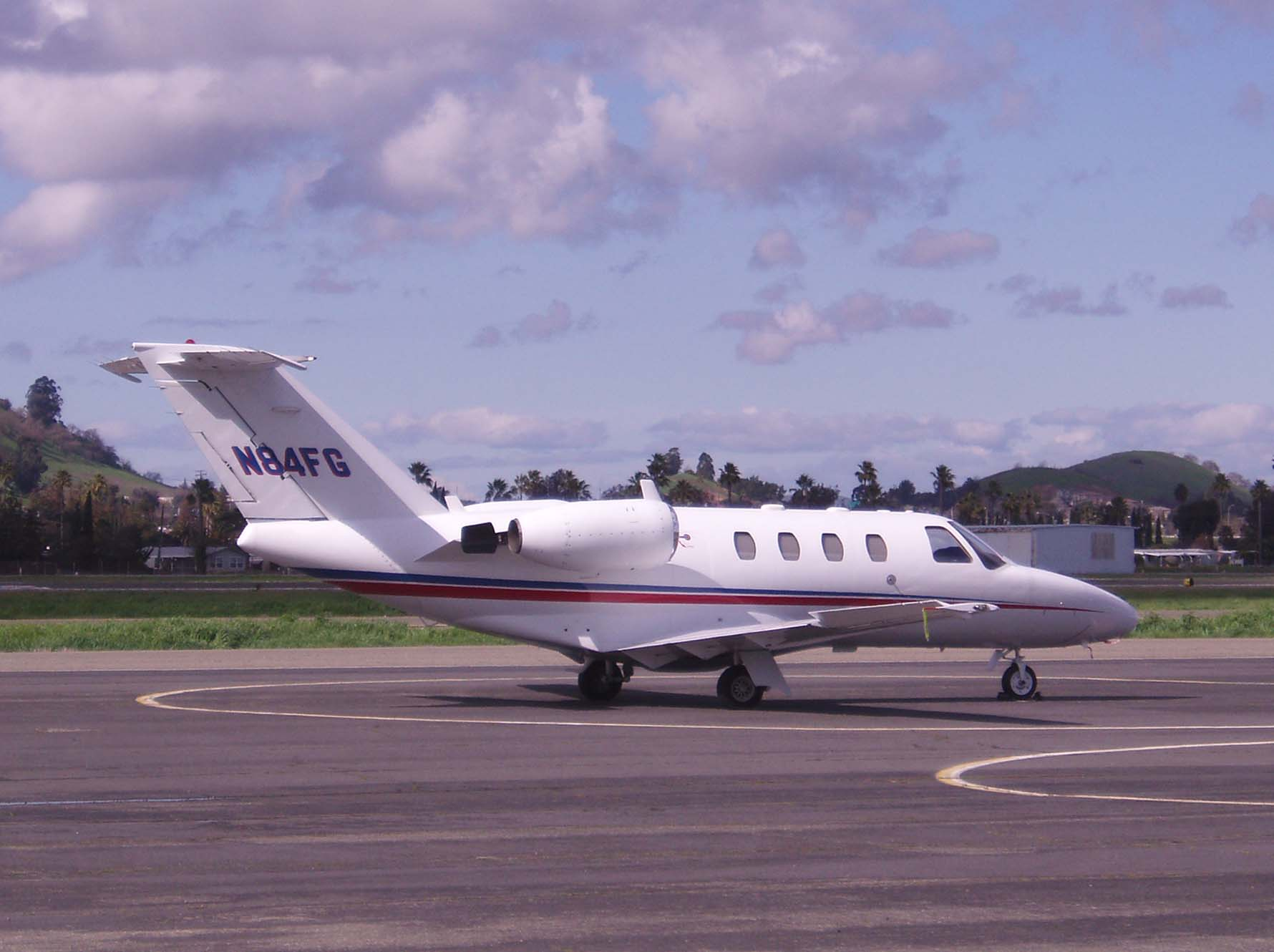
Cessna 525 CitationJet-1 (N84FG) de Norton Packaging Inc. en HWD.
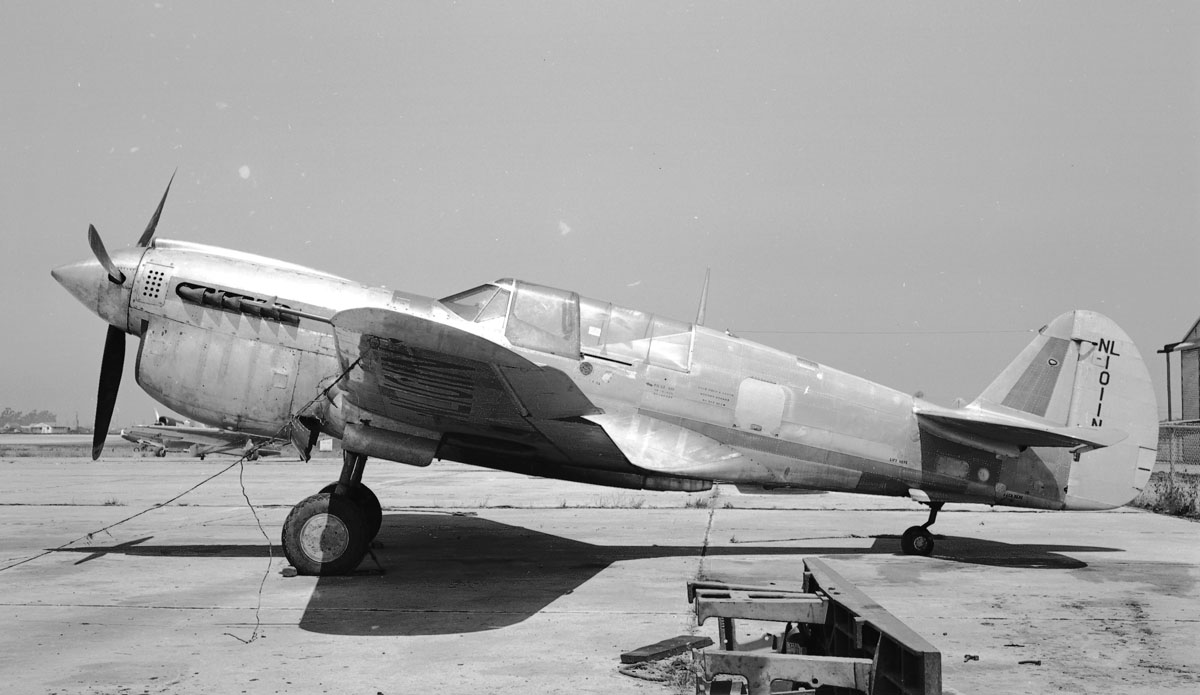
Curtiss P-40N Warhawk (NL-1011N) en HWD
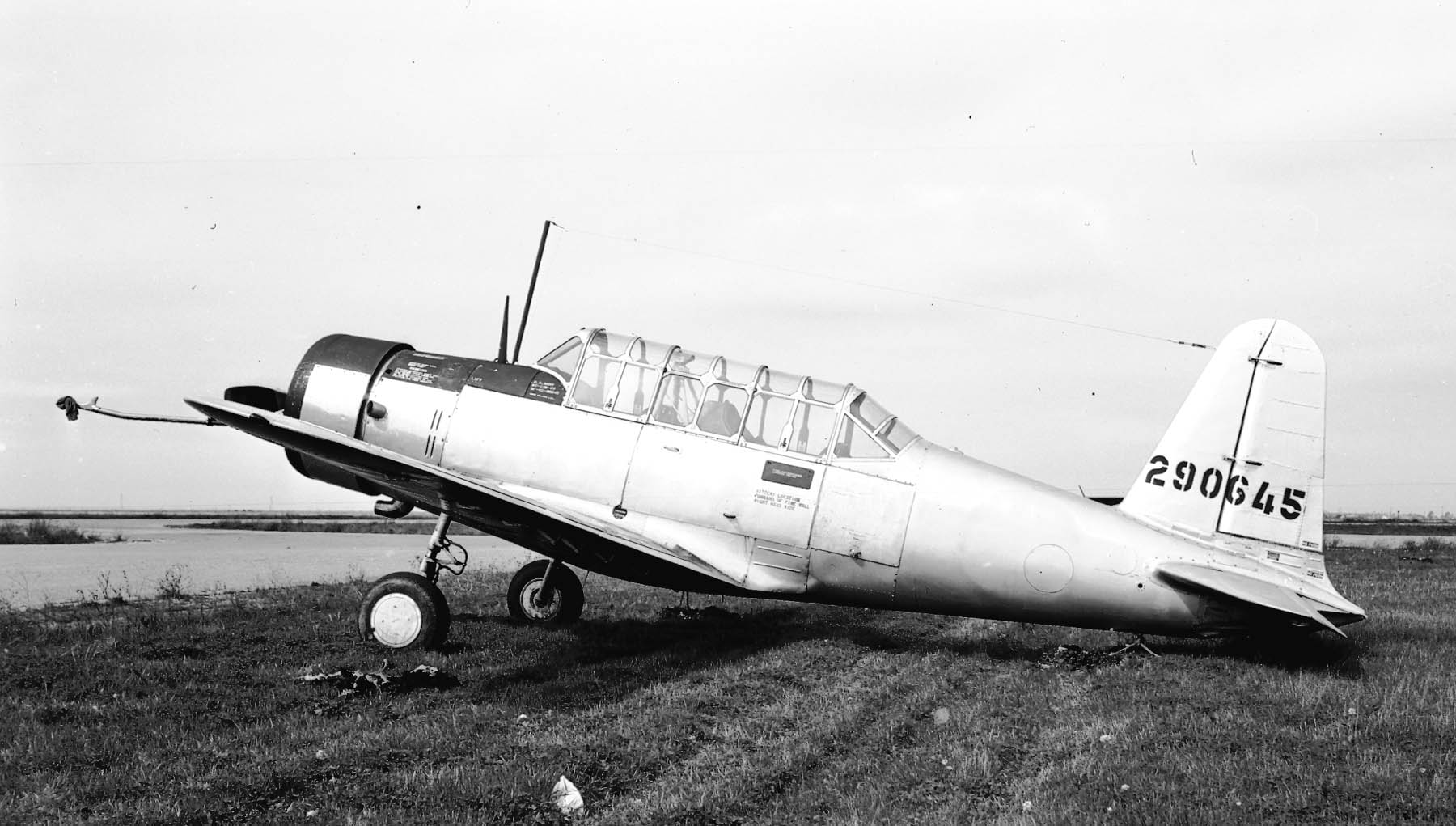
<Vultee BT-13B-42 Valiant (290645) de las Fuerzas Aéreas del Ejército de los Estados Unidos en HWD
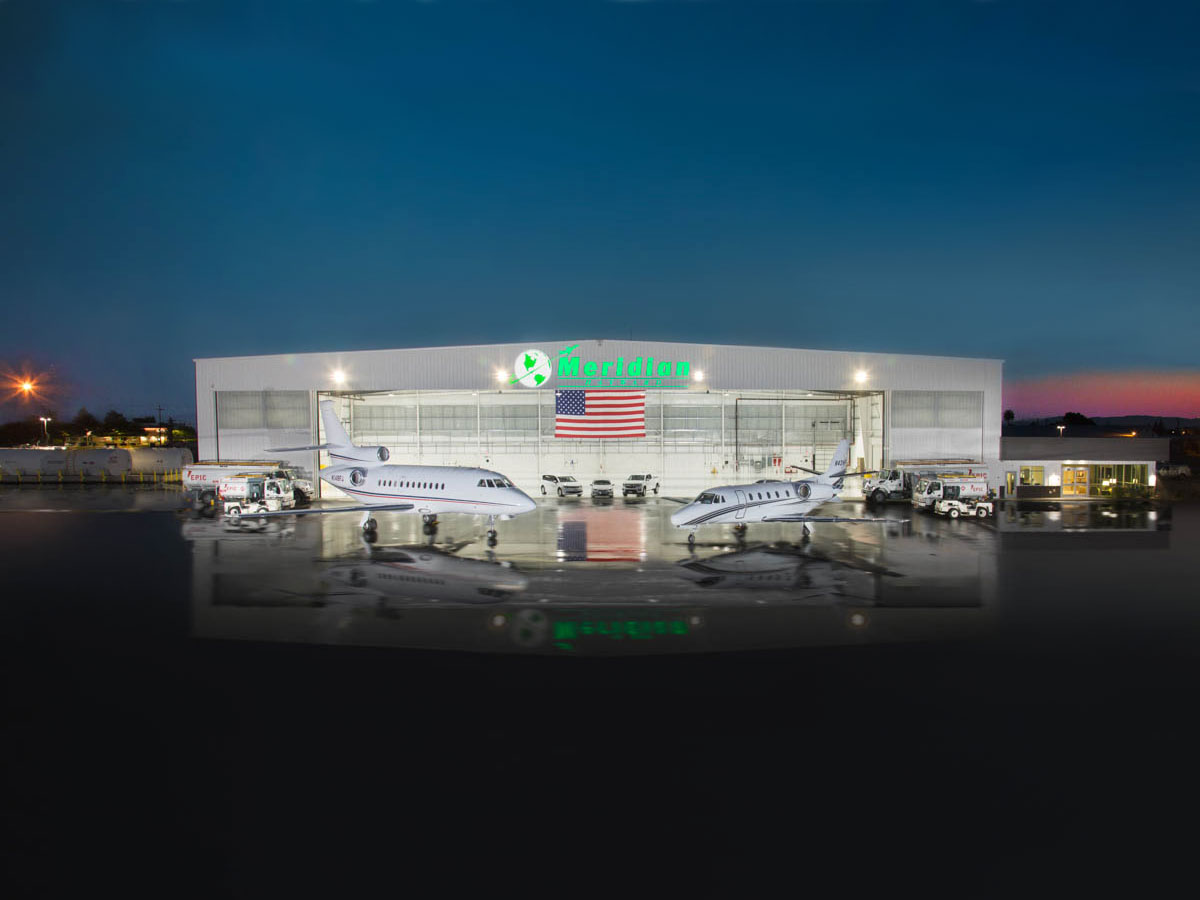
Hangar del FBO Meridian en HWD.
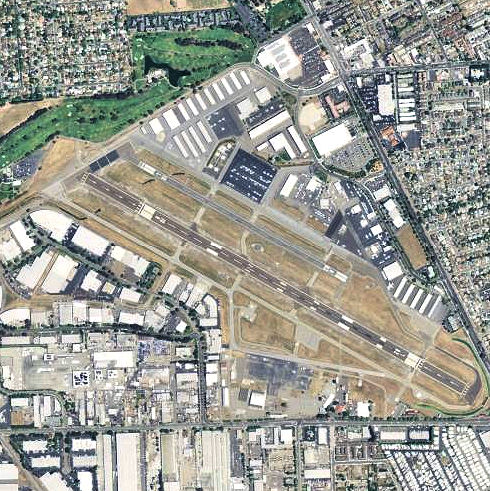
Vista aérea del aeropuerto.